# Křížová cesta (Česká Třebová)
Křížová cesta v České Třebové na Orlickoústecku se nachází dva kilometry jihozápadně od centra města v poutním místě Na Horách v Kozlovském hřbetu. Poutní areál je chráněn jako nemovitá kulturní památka. 

## Historie
Křížová cesta byla postavena koncem 19. století. Vede z kamenné terasy od studánky ke kapli Panny Marie Pomocné. Tvoří ji čtrnáct kamenných zastavení s reliéfními výjevy křížové cesty, která stojí oboustranně podél cesty ke kapli.

### Poutní místo
Na počátku historie poutního místa byla Pavlova studánka s "léčivou" vodou, která vyvěrá pod kaplí Panny Marie Pomocné. Původně zde byl strom s mariánským obrázkem. Po pokácení stromu s obrázkem zde byla roku 1744 postavena dřevěná šestiboká kaple. Obrázek byl přenesen do třebovského kostela a po nějakém čase slavnostně navrácen do kaple. Poté sem byla každoročně na svátek Navštívení Panny Marie pořádána slavná procesí. Roku 1787 byl obraz opět odnesen do farního kostela a kaple byla podpálena na základě nařízení císaře Josefa II. o likvidaci odlehlých kaplí. Ve 30. letech 19. století byla postavena nová zděná kaple v empírovém slohu. Ta byla vysvěcena roku 1838.
Kaple je jednoduchou, obdélnou, plochostropou stavbou s půlkruhovým zakončením. Oltář je pseudobarokní z roku 1934, s akantovými a rokajovými ornamenty, dříve jej zdobila dvojice barokních soch Svatého Prokopa a Svatého Vojtěcha z 1. poloviny 18. století. Oltářní obraz je replikou českotřebovské Panny Marie Pomocné. Oltář má tvar monstrance, kdy z obrazu vybíhají pozlacené paprsky. Kostelní lavice pocházejí z kostela Svatého Jakuba v České Třebové a jsou z 1. poloviny 19. století. Na kůru jsou umístěny varhany od firmy Rieger z roku 1939.
Před kaplí stojí novodobý sloup se sochou Panny Marie. Studánka v kamenné terase pod kaplí je architektonicky upravená a zdvojená, kolem ní jsou vybudovány k posezení dřevěné lavičky.

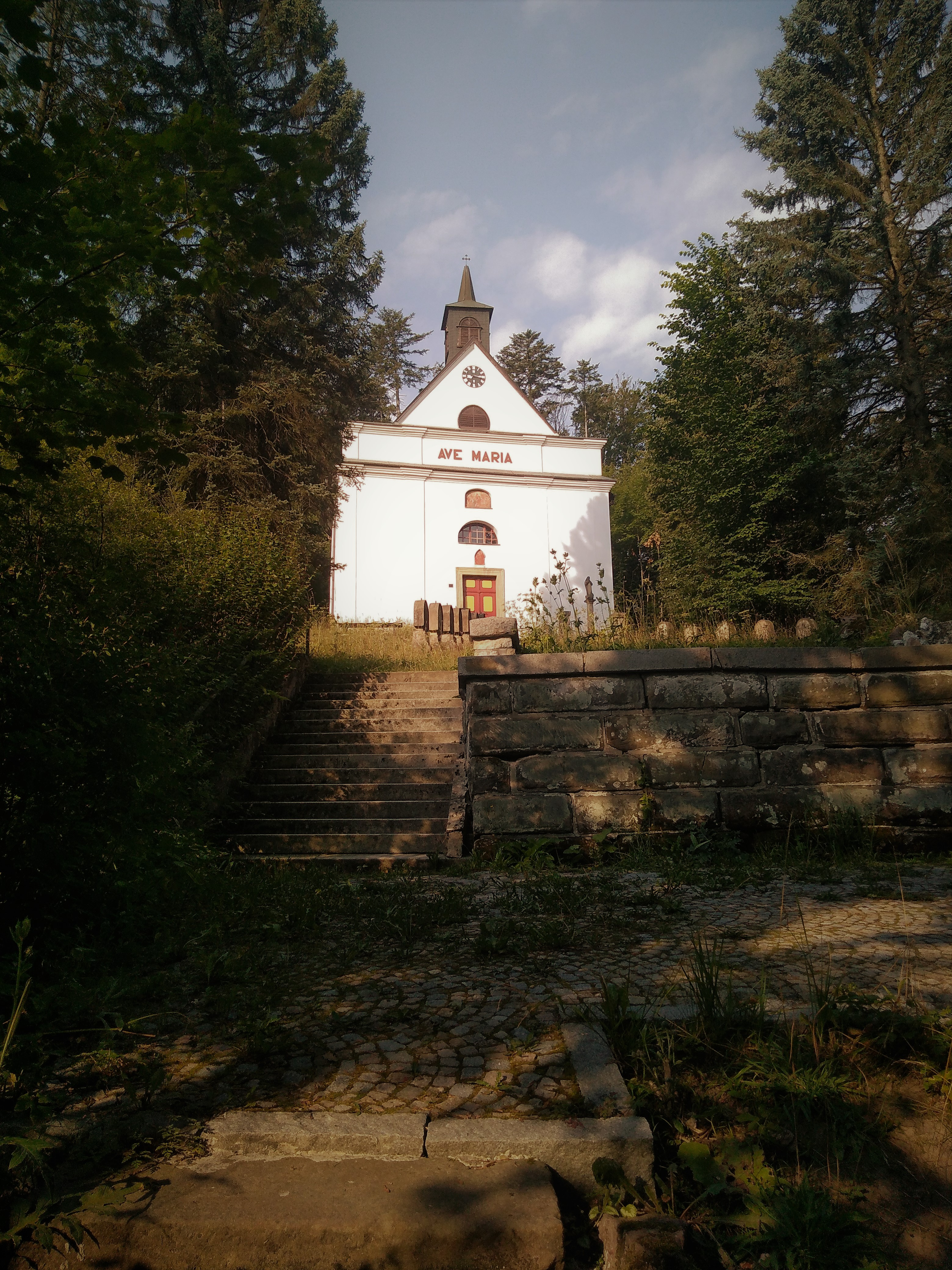
Kaple Panny Marie Pomocné

Léčivá voda ze studánky dala vzniknout malým lázním. Původní lázeňská budova byla dřevěná, po jejím zboření roku 1770 byla vystavěna budova zděná spolu s roubeným hostincem. Na budově hostince je umístěna pamětní deska Boženy Němcové, která zde pobývala v září roku 1851.